# 한국푸드코디네이터협회

한국푸드코디네이터협회는 푸드코디네이터협회 관련 활동을 이론 및 실무적으로 지원하며, 식문화 발전을 위하여 노력하고 있는 국내외의 푸드코디네이터 관련 교육 및 사회단체와 연대하여 국내 외식 및 음식문화 발전에 기여할 목적으로 목적으로 2006년 3월 설립된 대한민국 농림수산식품부 소관의 사단법인이다. 사무실은 서울특별시 강남구 신사동 514-15, 삼화빌딩 5층에 있다.

## 주요 사업
- 외식문화/국내 푸드코디네이션 산업 발전, 정책에 대한 의견 수렴 및 건의
- 식문화 발전 연대 사업 및 식문화박람회 조직위원회 기능 수행 - 정부 시책의 협조
- 각종 코디학계/외식업계 및 관련 기관 자료 제공
- 심포지엄, 정책토론회, 포럼 등 국내외 학술 세미나 참여 및 개최
- 각종 푸드코디네이터 학계, 외식업계 및 관련기관에 정보 제공
- 푸드코디네이터 관련 자료 출산 및 발간, 배포, 홍보 사업
- 전국 푸드코디네이터중앙회 기능 및 회원간 네트워크 구축 활동
- 푸드코디네이터 정책, 신기술 경영에 대한 조사 및 시장 확충
- 푸드코디네이터 인력양성, 우수회원사 확보 서비스 지원
- 회원사간 공정 경쟁 환경 조성 및 자율규제 활동, 자체 윤리 규정 제정
- 푸드코디네이터 활성화 장애요인 제거를 위한 제도검토 및 개선 요구
- 회원사간 친목 도모 및 권익 보장